# Topográfiai modell
A topográfiai modell a pszichoanalízis kulcsfogalma.

## A topográfiai modell fogalma, helye a freudi rendszerben

### A lélek mint térbeli létező, a lelki helyek
A topográfia azt jelenti, hogy a lelket Freud szerkezethez hasonlítja, amit különböző részekre bont. Ezeket különböző pszichikus terekként kell elképzelni, amelyek egymással kapcsolatban állnak. A pszichoanalízis topográfiai nézőpontjának az a lényege, hogy meghatározzuk, egy adott lelki jelenség melyik pszichikus tartományhoz tartozik.
Freud bizonytalan abban a tekintetben, hogyan is képzelendő el pontosan a térbeliség. Az Álomfejtésben hangsúlyozza, hogy a térbeliség puszta metafora, aminek abban merül ki a szerepe, hogy a lelki jelenségeket szemléletessé, és ezáltal érthetővé tegye. A könyvben arról is beszél, hogy a térbeli mozgás csupán egy időbeli változást modellez, egy gondolat minőségváltozását metaforizálja (pl. ahogy a képzet tudatelőttesből tudatossá lesz). Mindez összefüggésben áll Freud sajátos tudománytörténeti pozíciójával. Freud idejében a pszichológiában az uralkodó irányzat a lokalizáló agyanatómia volt, amely arra az elgondolásra alapult, hogy az agyban minden pszichikus jellemzőnek megvan a maga helye. Freud első tudományos jelentőségű munkájával, amelyet az afáziáról írt, azt bizonyította, hogy ez nincs így, mert az agy ennél komplexebben működik, és az egyes területek között működik valamiféle transzferhatás. Máshol azonban, mint pl. A halálösztön és az életösztönök egy szöveghelyén az agy tényleges fizikai, bonctani szerkezetével hozza összefüggésbe a topográfiát.

### A metapszichológia
Freud a „metapszichológia” leírást vezette be azokra az értelmezéseire, amelyek szerinte a lehető legteljesebben bemutatnak egy lelki jelenséget. A metapszichológia háromféle szempontot egyesít, a topográfiain túl beszél még dinamikai, illetve ökonómiai nézőpontról.
- A dinamikai nézőpont azt vizsgálja, hogy hogyan képesek egymásra hatni a lelki szerkezet különböző tartományai, pl. hogyan megy végbe az elfojtás, hogyan gyakorol hatást a tudattalan a tudatelőttes emléknyomaira.
- Az ökonómiai nézőpont a vágyak, ösztönök energiájának sorsát írja le, az elfojtott vágy energiája pl. szorongássá változik.

## Az első topográfiai modell
Ezt a modellt Freud először az 1900-as Álomfejtés c. művének VII. fejezetében mutatja be. A modell a lelki szerkezetet a tudattalan, a tudat, a tudatelőttes hármasságára tagolja. Ezeket a lélekrészeket Freud instanciáknak nevezi el. A tudattalanban Freud az ösztönöket és az elfojtott vágyakat helyezi el. A tudatelőttes emléknyomokat és szóképzeteket tartalmaz. (Egyszerűbben fogalmazva: a tudatelőttesbe tartozik mindaz az információ, ami jelenleg nem tudatos, de szükség esetén memória használattal vagy gondolkodással tudatossá tehető, pl. nem tudom, hogy hova tettem két hete a piros könyvet, de amikor rágondolok, felidézem vagy kitalálom, hogy merre jártam, és hova tehettem.)
A tudatos Freud szerint olyan, mint egy lencse, amely ráirányulhat a külvilág jelenségeire és a tudatelőttesre is, és jelenvalóvá teszi számunkra azt. A tudattalan soha nem tehető tudatossá, csak olyan módon, hogy a tudattalan áttételesen, a tudatos emléknyomain keresztül fejeződik ki.

## A második topográfiai modell

### A modell szerkezete
Freud ezt a modellt teljességében először Az ősvalami és az én c., 1923-as kötetében dolgozta ki. A tudatost és a tudatelőttest itt összevonva énnek nevezi, a tudattalant pedig (Kosztolányi magyar kifejezésével) az ősvalaminek. Az így megnevezett két összetevő mellé harmadiknak bevezeti a felettes ént. A felettes én maga is tudattalan lélekrész, így összefolyik az ősvalamivel. A felettes én egy tudattalan büntető instancia, ő az oka a tudattalan bűntudatnak. A tudattalan, ahogy az első modellben is, csak vágyakozni tud, de nem ismeri az erkölcsöt, vágyai ellentétben állnak azzal. A felettes én viszont csak az erkölcsöt ismeri, és az elfogadhatatlan gondolatokért megbünteti az embert, ebből adódnak a betegségek. Mivel a felettes-én a tudattalan tartományban lokalizálható, jól ismeri a tudattalan azon vágyait, amik az én számára hozzáférhetetlenek. Az ember számára azonban mind a bűn, mind a büntetés aktusa tudattalan, csak magát a végeredményt, a betegséget ismeri.

### A felettes én keletkezése
A modellt azonban nem lehet megérteni a keletkezés ismerete nélkül, ami összefügg az Ödipusz-komplexussal. Freud szerint a kisgyermek első szerelme az édesanyja (itt Freud természetesen tudattalan értelemben beszél szerelemről). Az apa tekintélye azonban ellenáll ennek a tudattalan vágynak, ami a gyerek számára a kasztrációs komplexus formájában jelenik meg. A kisgyerek, miközben anyjához a tárgyszeretés módján viszonyul, az apával azonosul. A felettes én ennek az azonosulásnak a tudattalan maradványa, egy tudattalan büntető instancia létrejötte a lelki szerkezetben.
A pszichoanalízis szótára e második topográfiai modellel kapcsolatban úgy fogalmaz, hogy Freud „az intraszubjektív teret az interszubjektív kapcsolatok mintájára képzelte el, a rendszereket mint viszonylag független személyeket a személyen belül képzeli el.” (484) A felettes én úgy viselkedik az énnel szemben, mintha az egy különálló valaki lenne, akit neki kell megbüntetnie, az én pedig úgy viselkedik a felettes énnel, hogy megpróbálja azt elfojtani, és kikerülni annak a vádjait.